# Cherry Creek (Colorado)

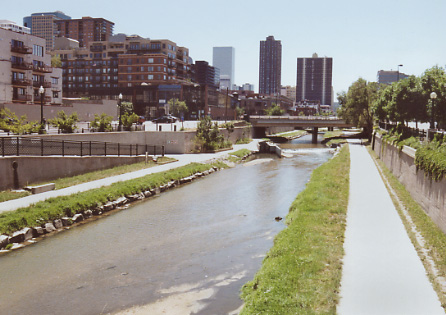
Cherry Creek dans Denver en 2003.

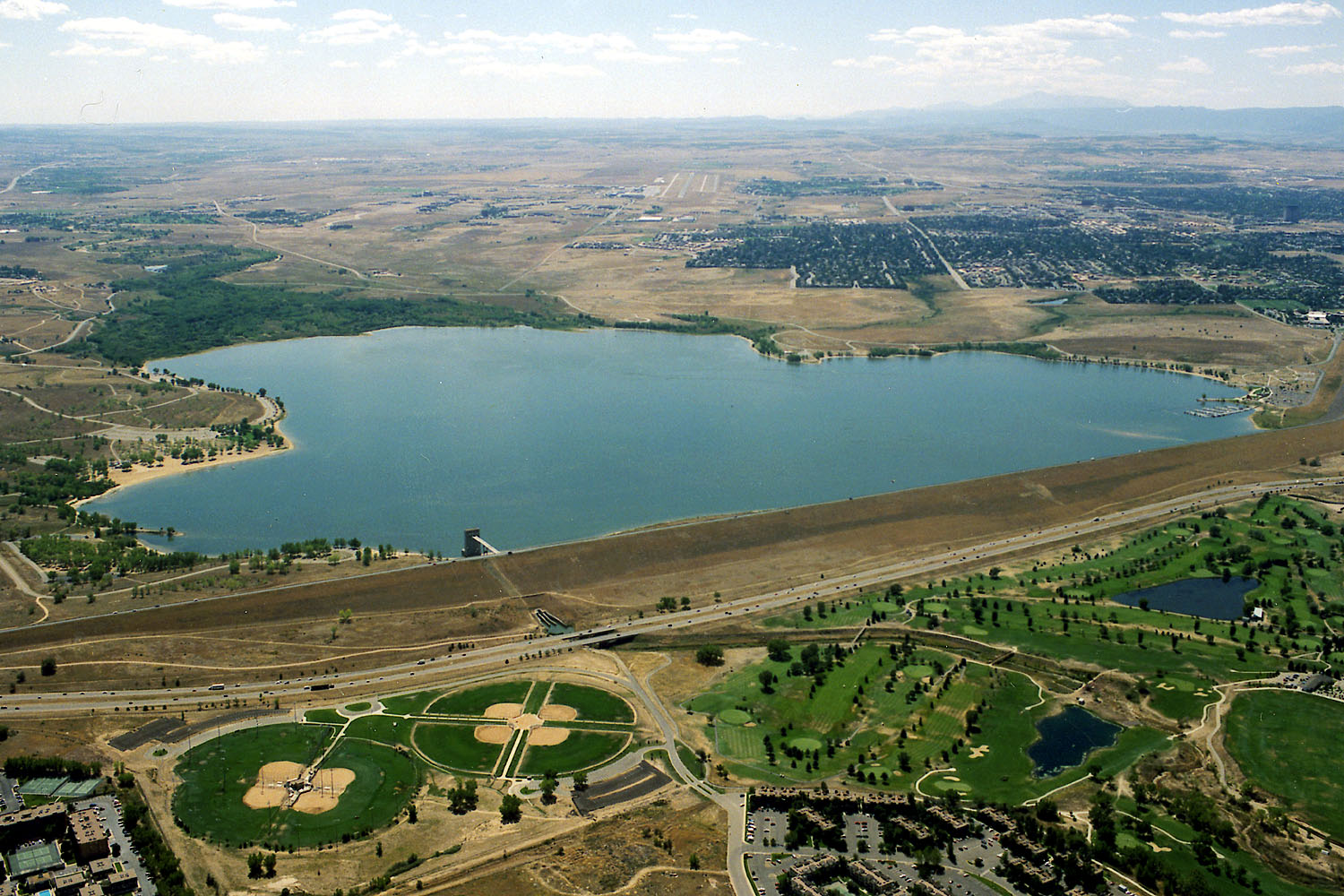
Cherry Creek Dam et réservoir. Vue du sud.

Le Cherry Creek est un affluent de la rivière South Platte. Il s'étend sur 103 km de long dans l'État du Colorado aux États-Unis.
Le cours d'eau commence sa course sur un haut plateau à l'est de la cordillère du Front Range dans les montagnes Rocheuses au nord-ouest du comté d'El Paso. Il se dirige vers le nord à travers le Castlewood Canyon State Park où il est traversé par le pont historique Cherry Creek Bridge. Il passe ensuite près de la ville d'Aurora avant de rejoindre le sud-est de la ville de Denver. Il se dirige vers le nord-ouest de la ville où il rejoint la rivière South Platte au niveau du Confluence Park au centre de la ville.
Un barrage de 43 mètres de haut, complété en 1950, forme un important réservoir d'eau douce utile pour l'irrigation de la région et pour contrôler le débit du cours d'eau. Le cours d'eau a donné son nom à un quartier de Denver et à un journal local. 
La rivière abrite surtout sur sa partie amont plusieurs espèces de poissons dont des truites. L'industrie et l'activité humaine a toutefois endommagé l'écosystème à proximité des villes. Cela a mené à l'eutrophisation du cours d'eau mais aussi à la forte teneur en polluants et en composés organiques.
Le cours d'eau possède des berges boisées sur environ 15 mètres au niveau du Four Mile Historical Park. C'est là qu'on trouve un des derniers endroits sauvages de la zone métropolitaine de Denver qui abrite l'arbuste qui lui a donné son nom. Il s'agit du cerisier de Virginie (chokecherry).
Le lit du cours d'eau accueille également des restes d'arbres pétrifiés et des ossements fossiles d'animaux.